# أنتونيو فاغنر دي مورايس
أنتونيو فاغنر دي مورايس (2 يونيو 1966 في البرازيل – )؛ هو لاعب كرة قدم سابق كان يلعب كمهاجم.

## وصلات خارجية
- أنتونيو فاغنر دي مورايس على موقع رابطة كرة القدم اليابانية للمحترفين (اليابانية)
- أنتونيو فاغنر دي مورايس على موقع عالم كرة القدم.نت (الإنجليزية)